# Oedothorax unicolor
Oedothorax unicolor är en spindelart som beskrevs av Jörg Wunderlich 1974. Oedothorax unicolor ingår i släktet Oedothorax och familjen täckvävarspindlar.
Artens utbredningsområde är Nepal. Inga underarter finns listade i Catalogue of Life.